# Hưng Thạnh, Tháp Mười
Hưng Thạnh là một xã thuộc huyện Tháp Mười, tỉnh Đồng Tháp, Việt Nam.

## Địa lý
Xã Hưng Thạnh nằm ở phía tây bắc huyện Tháp Mười, có vị trí địa lý:
- Phía đông, nam giáp xã Trường Xuân
- Phía tây giáp huyện Cao Lãnh và huyện Tam Nông
- Phía bắc giáp xã Thạnh Lợi.

## Lịch sử
Quyết định số 382-CP ngày 27 tháng 12 năm 1980 của Hội đồng Chính phủ, chia xã Hưng Thạnh thành hai xã lấy tên là xã Hưng Thạnh và xã Trường Xuân.
Quyết định số 4-CP ngày 05 tháng 01 năm 1981 của Hội đồng Chính phủ, chia huyện Cao Lãnh thành hai huyện lấy tên là huyện Cao Lãnh và huyện Tháp Mười, xã Hưng Thạnh thuộc huyện Tháp Mười.
Nghị định số 100/1997/NĐ-CP ngày 23 tháng 09 năm 1997 của Chính phủ, thành lập xã Thạnh Lợi thuộc huyện Tháp Mười trên cơ sở 4.268 ha diện tích tự nhiên và 3.310 người của xã Hưng Thạnh.

## Hành chính
Xã Hưng Thạnh được chia thành 5 ấp: 1, 2A, 2B, 3, 4.